# Hydrellia minutissima
Hydrellia minutissima är en tvåvingeart som beskrevs av Papp 1983. Hydrellia minutissima ingår i släktet Hydrellia och familjen vattenflugor.
Artens utbredningsområde är Ungern. Inga underarter finns listade i Catalogue of Life.